# 争取新社会主义
争取新社会主义（俄语：Общественное движение «За новый социализм，羅馬化：Obshchestvennoye dvizheniye «Za novyy sotsializm，缩写为DZNS）俄罗斯的一个社会运动和政治组织，成立于2019年1月29日。该组织的领袖是是尼古拉·普拉托什金。该运动的目标是通过和平与合法的手段，即选举，在俄罗斯恢复社会主义。
该组织支持保护私有财产，主张实行弗拉基米尔·列宁的新经济政策，建立以国家扶持的小型和中型企业为基础的混合经济，并倡导一种多党参与和观点多样化的包容性民主。
2020年10月17日，该组织建立俄罗斯联邦社会党；但在同年12月，俄罗斯司法部拒绝登记该党。2021年，该党与俄罗斯联邦共产党和左翼阵线结盟，成为非正式联盟俄罗斯全国爱国力量的成员。